# Восход (радиоламповый завод)
АО «Восход» — Калужский радиоламповый завод («КРЛЗ», также известен как «Лампочка»). Основан в 1960 году.

## История
Строительство завода началось в 1959 году под наименованием «почтовый ящик 48».
22 декабря 1960 года была выпущена первая радиолампа 6Ж1П, в том же году освоен выпуск ламп 6Н1П. К лету 1967 года заводом уже было выпущено 100 миллионов ламп.
С общим развитием электроники завод в 1971 году перешёл на производство интегральных микросхем по толстоплёночной технологии, через год при заводе создано специальное конструкторское бюро (СКБ).
В 1977 году «за освоение и производство высокоинтеллектуальных изделий» руководство завода было награждено Орденом Трудового Красного Знамени и удостоен почётного звания «имени 50-летия СССР».
В 1979 году на базе КРЛЗ и нескольких других предприятий было создано Государственное предприятие «Восход».
В 1981 году завод отметил выпуск 10-миллионной микросхемы.
В 1980 году завод начал мелкосерийное производство лазеров ЛПИ-101 и ЛПИ-102, а с середины 80-х годов завод освоил серийное производство медицинских лазерных аппаратов «Узор» и «Урожай». В 1987 году лазерный аппарат «Узор», выпускаемый заводом, был награждён «Золотой медалью» ВДНХ.
В конце 80-х годов на заводе производили электронную игру «Ну погоди» и микропроцессор к ней.

## Директора
- 1959—1986 — Равиль Рахимович Зайнетдинов
- 1986—1997 — Владимир Аркадьевич Мошкин
- 1997—2003 — Константин Константинович Лейковский
- 2003—2008 — Ярослав Константинович Лейковский
- 2008 — 2019 — Николай Викторович Шмаков
- 2019 — н. в. — Максим Николаевич Пахомов

## В культуре
В документальном фильме 1973 года «С мужской точки зрения» есть кадры о трудовой жизни женщин завода.